# Conopalpus brevicollis
Conopalpus brevicollis é uma espécie de insetos coleópteros polífagos pertencente à família Melandryidae.
A autoridade científica da espécie é Kraatz, tendo sido descrita no ano de 1855.
Trata-se de uma espécie presente no território português.